# Billy Blanks
Billy Wayne Blanks (Erie, 1 september 1955) is een Amerikaans fitnesstrainer, vechtkunstenaar, acteur en ontwikkelaar van het trainingsprogramma tae-bo.

## Biografie
Blanks begon op elfjarige leeftijd met vechtsporten en volgde lessen in karate en taekwondo. Hij deed het al snel goed op lokale en nationale toernooien. Hij is zevenvoudig wereldkampioen karate en behaalde de zevende dan.
Blanks werd in 1988 ingehuurd als lijfwacht voor hoofdrolspeelster Catherine Bach tijdens de opnames van de film Driving Force in Manilla. Blanks maakte indruk op de producenten en kreeg een ondersteunende rol in de film. Vervolgens speelde hij in verschillende martialartsfilms, waaronder Bloodfist en The King of the Kickboxers. Blanks verscheen ook in de openingsscène van de film The Last Boy Scout, waarin hij een gedoemde footballspeler speelde.
Aan het eind van de jaren tachtig ontwikkelde Blanks de tae-boworkout. Hierbij gebruikte hij onderdelen van zijn vechtkunsten en bokstraining. De naam is een samentrekking van tae (van taekwondo) en bo (van boksen). Zijn trainingsprogramma werd zeer populair nadat hij een groot aantal educatieve videobanden uitbracht die zijn workout illustreren.

## Filmografie
- Low Blow (1986)
- Driving Force (1988)
- Bloodfist (1989)
- The King of the Kickboxers (1990)
- Lionheart (1990)
- The Last Boy Scout (1991)
- Timebomb (1991)
- Zhan long zai ye (1992)
- Talons of the Eagle (1992)
- Showdown (1993)
- TC 2000 (1993)
- Back in Action (1993)
- Expect No Mercy (1995)
- Tough and Deadly (1995)
- Balance of Power (1996)
- Kiss the Girls (1997)
- Jack and Jill (2011)